# Monte Pisanino
Monte Pisanino is de hoogste berg (1.946 m) in de Apuaanse Alpen, in Toscane, Italië. De berg ligt in de gemeente Minucciano, in de provincie Lucca. Het het is de hoogste berg die volledig in Toscane ligt. 
Volgens de legende dankt de berg zijn naam aan een soldaat uit Pisa die hier zijn toevlucht zocht. Lokaal wordt de berg Pizzo della Caranca genoemd.

## Beschrijving

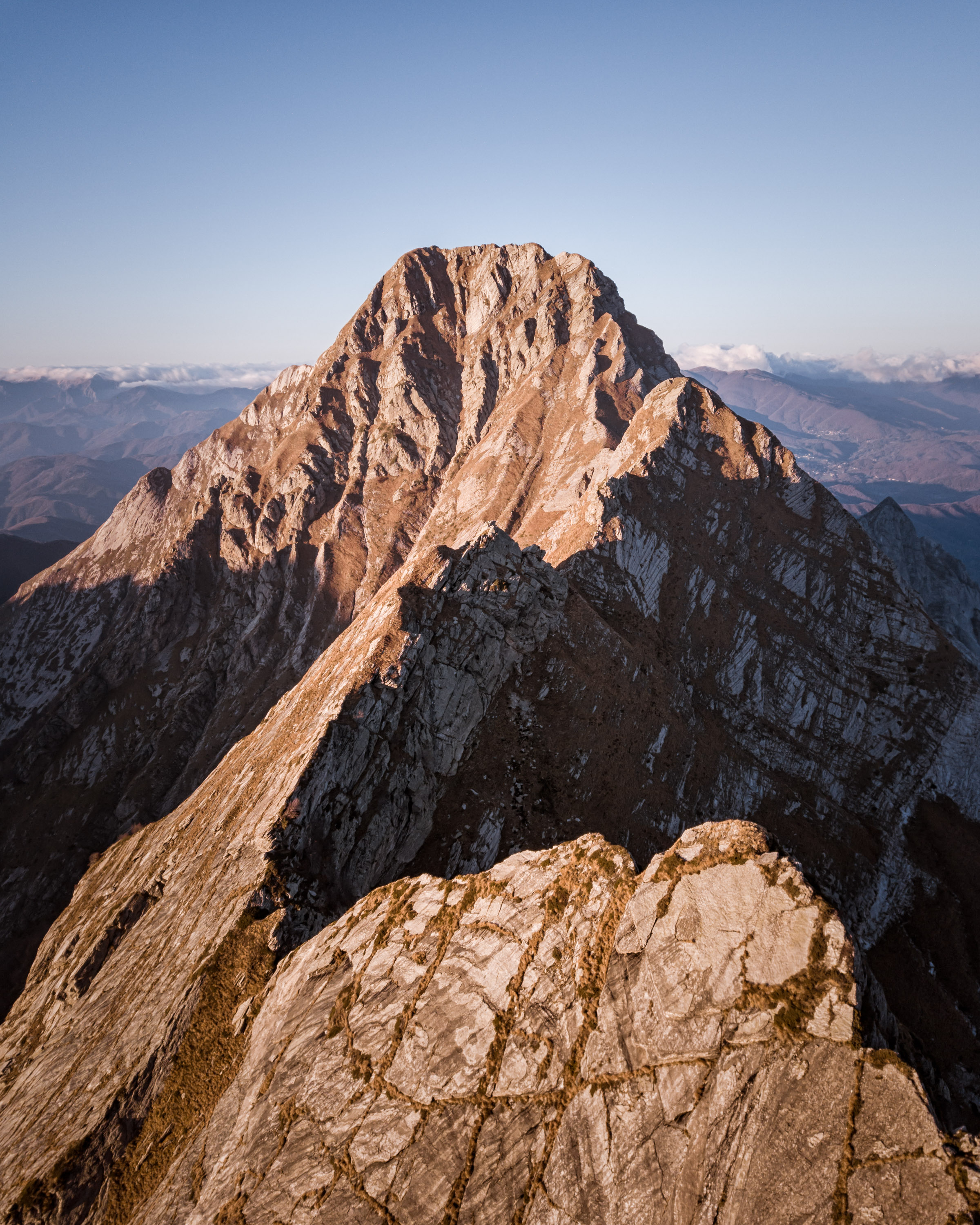
De Monte Pisanino gezien vanaf het zuiden

De Monte Pisanino behoort, samen met de Monte Prado in Garfagnana ten noordoosten ervan, tot de hoogste bergen die volledig in Toscane liggen. De top bevindt zich in de gemeente Minucciano.
De klim naar de top is door de aanwezigheid van steile en gladde stukken beslist moeilijk en kan alleen door ervaren wandelaars worden aangepakt.

## Legende
Volgens een legende heet de berg Pisanino omdat een Pisaanse prins ooit naar Garfagnana vluchtte. Hier vond hij gastvrijheid bij een man en zijn dochter, die voor hem zorgden. Het meisje werd verliefd op de jongeman, die echter stierf ondanks haar zorg. Ze begroeven hem niet ver van het huis en het meisje ging elke dag naar het graf om te huilen. Elk van haar tranen veranderde in een steen en in korte tijd werd de hoogste berg van de Apuaanse Alpen gevormd.
De oorspronkelijke naam zou echter Pizzo della Caranca zijn.